# Sin After Sin Tour
Sin After Sin Tour es la octava gira mundial de conciertos de la banda británica de heavy metal Judas Priest, para promocionar el álbum Sin After Sin de 1977. Comenzó el 22 de marzo de 1977 en el recinto Corn Exchange de Cambridge en Inglaterra y culminó el 7 de octubre del mismo año en el recinto Volkshaus de Zúrich en Suiza.

## Antecedentes
Tras la grabación del álbum Sin After Sin Judas Priest le solicitó al batería Simon Phillips que permaneciera en la banda para la respectiva gira promocional. Sin embargo, tuvo que desechar dicha invitación ya que según en sus propias palabras: «...tuve que rechazarla porque yo estaba en Jack Bruce Band y estábamos a punto de iniciar una gira por Europa y Estados Unidos, para promover un álbum que iba a ser lanzado a principios de 1977». A falta de un batería y a las pocas semanas de iniciarla, el productor Roger Glover les presentó a Les Binks, que había trabajado con él en algunos de sus proyectos. Luego de audicionar con la banda fue contratado principalmente por tocar muy similar a Phillips y por su gran dominio del doble bombo, según comentó Ian Hill en una entrevista en el 2004.
La gira les permitió tocar por primera vez en los Estados Unidos, presentándose en ocasiones como teloneros de REO Speedwagon. Por su parte, en las presentaciones por el Reino Unido tuvieron a Magnum como banda de soporte. De los casi cincuenta conciertos que dieron, uno de los que más destacó fue el festival Day on the Green de Oakland (California), abriendo dos días seguidos para Led Zeppelin antes más de 55 000 personas por evento. A su vez, tras el término de la presentación del 22 de mayo en el Victoria Palace Theatre de Londres, sus fanáticos destruyeron el recinto luego de tener discusiones con el equipo de seguridad del teatro, que causó millonarias pérdidas y su cierre temporal durante todo el resto del año.

## Lista de canciones
A lo largo de la gira Judas Priest cambiada en ocasiones los listados de canciones. Durante su paso por su propio país interpretaba generalmente cerca de diez temas, mientras que en los Estados Unidos y como telonero de REO Speedwagon solo tocaban de seis a siete. A continuación los listados de canciones dados en Nueva York y en Hemel Hempstead.
1. «Let Us Prey/Call for the Priest»
2. «Diamonds & Rust»
3. «Victim of Changes»
4. «Raw Deal»
5. «Here Comes the Tears»
6. «Dissident Aggressor»
7. «The Ripper»
8. «Sinner»
9. «Genocide»
10. «Starbreaker»

1. «Let Us Prey/Call for the Priest»
2. «Diamonds & Rust» (cover de Joan Báez)
3. «Victim of Changes»
4. «The Ripper»
5. «Genocide»
6. «Starbreaker»

## Fechas
| Fecha        | País           | Ciudad          | Recinto/Festival              | Notas                                                    |
| Europa       | Europa         | Europa          | Europa                        | Europa                                                   |
| ------------ | -------------- | --------------- | ----------------------------- | -------------------------------------------------------- |
| 22 de abril  | Inglaterra     | Cambridge       | Corn Exchange                 | teloneados por Magnum                                    |
| 23 de abril  | Inglaterra     | Southend-on-Sea | Kursaal Ballroom              | teloneados por Magnum                                    |
| 24 de abril  | Inglaterra     | Maidenhead      | Skindles Hotel                | teloneados por Magnum                                    |
| 26 de abril  | Gales          | Cardiff         | Top Rank                      | teloneados por Magnum                                    |
| 27 de abril  | Inglaterra     | Crewe           | Danebank College              | teloneados por Magnum                                    |
| 29 de abril  | Inglaterra     | West Runton     | West Runton Pavillion         | teloneados por Magnum                                    |
| 30 de abril  | Inglaterra     | Northampton     | Cricket Club                  | teloneados por Magnum                                    |
| 1 de mayo    | Inglaterra     | Croydon         | The Greyhound                 | teloneados por Magnum                                    |
| 2 de mayo    | Inglaterra     | Plymouth        | Top Rank                      | teloneados por Magnum                                    |
| 3 de mayo    | Inglaterra     | Hemel Hempstead | Hemel Hempstead Pavilion      | teloneados por Magnum                                    |
| 5 de mayo    | Inglaterra     | Cleethorpes     | Winter Gardens                | teloneados por Magnum                                    |
| 6 de mayo    | Escocia        | Glasgow         | Universidad de Glasgow        | teloneados por Magnum                                    |
| 7 de mayo    | Inglaterra     | Liverpool       | Empire Theatre                | teloneados por Magnum                                    |
| 8 de mayo    | Inglaterra     | Sheffield       | Top Rank                      | teloneados por Magnum                                    |
| 9 de mayo    | Inglaterra     | Birmingham      | Town Hall                     | teloneados por Magnum                                    |
| 12 de mayo   | Inglaterra     | Mánchester      | ABC Ardwick Apollo            |                                                          |
| 13 de mayo   | Inglaterra     | Newcastle       | Mayfair                       |                                                          |
| 14 de mayo   | Inglaterra     | Redcar          | Coatham Bowl                  | teloneados por Magnum                                    |
| 15 de mayo   | Inglaterra     | Blackpool       | Imperial Hotel                | teloneados por Magnum                                    |
| 16 de mayo   | Inglaterra     | Leeds           | Polytechnic                   | teloneados por Magnum                                    |
| 17 de mayo   | Inglaterra     | Lincoln         | Drill Hall                    | teloneados por Magnum                                    |
| 18 de mayo   | Inglaterra     | Guilford        | Civic Hall                    | teloneados por Magnum                                    |
| 19 de mayo   | Inglaterra     | Newcastle       | Mayfair Ballroom              | teloneados por Magnum                                    |
| 20 de mayo   | Inglaterra     | Swindon         | Brunnell Rooms                | teloneados por Magnum                                    |
| 21 de mayo   | Inglaterra     | Hastings        | Pier Pavilion                 | teloneados por Magnum                                    |
| 22 de mayo   | Inglaterra     | Londres         | New Victoria Theatre          | teloneados por Magnum                                    |
| Norteamérica |                |                 |                               |                                                          |
| 17 de junio  | Estados Unidos | Amarillo        | Amarillo Civic Center         | abriendo para REO Speedwagon                             |
| 19 de junio  | Estados Unidos | Arlington       | Texas Hall Auditorium         |                                                          |
| 20 de junio  | Estados Unidos | Houston         | Music Hall                    | junto a Journey, abriendo para REO Speedwagon            |
| 21 de junio  | Estados Unidos | San Antonio     | Municipal Auditorium          |                                                          |
| 22 de junio  | Estados Unidos | Corpus Christi  | Memorial Coliseum             |                                                          |
| 28 de junio  | Estados Unidos | Oklahoma City   | Music Hall                    |                                                          |
| 30 de junio  | Estados Unidos | Jackson         | Mississippi Coliseum          | abriendo para REO Speedwagon                             |
| 1 de julio   | Estados Unidos | Dothan          | Civic Center                  |                                                          |
| 2 de julio   | Estados Unidos | Atlanta         | Fox Theatre                   |                                                          |
| 5 de julio   | Estados Unidos | Charleston      | Gaillard Municipal Auditorium | junto a Styx, abriendo para REO Speedwagon               |
| 6 de julio   | Estados Unidos | Johnson City    | Freedom Hall                  | junto a REO Speedwagon, abriendo para Black Oak Arkansas |
| 7 de julio   | Estados Unidos | Lexington       | Rupp Arena                    |                                                          |
| 8 de julio   | Estados Unidos | Wheeling        | Haymaker's Club               | abriendo para REO Speedwagon                             |
| 9 de julio   | Estados Unidos | San Luis        | Summer Jam '77                | junto a REO Speedwagon, Ted Nugent, Head East y Gypsy    |
| 16 de julio  | Estados Unidos | Nueva York      | The Palladium                 | junto a Starz, abriendo para REO Speedwagon              |
| 23 de julio  | Estados Unidos | Oakland         | Day on the Green Festival     | abriendo para Led Zeppelin                               |
| 24 de julio  | Estados Unidos | Oakland         | Day on the Green Festival     | abriendo para Led Zeppelin                               |
| Europa II    |                |                 |                               |                                                          |
| 29 de agosto | Inglaterra     | Cornwall        | Blue Lagoon Ballroom          |                                                          |
| 6 de octubre | Suiza          | Zúrich          | Volkshaus                     | abriendo para AC/DC                                      |
| 7 de octubre | Suiza          | Zúrich          | Volkshaus                     | abriendo para Gentle Giant                               |

## Músicos
- Rob Halford: voz
- K.K. Downing: guitarra eléctrica
- Glenn Tipton: guitarra eléctrica
- Ian Hill: bajo
- Les Binks: batería